# Macroditassa grandiflora
Macroditassa grandiflora là một loài thực vật có hoa trong họ La bố ma. Loài này được (E.Fourn.) Malme mô tả khoa học đầu tiên năm 1936.